# Lijst van gemeenten in Kırıkkale
Onderstaande lijst bevat alle gemeenten (2000) in de Turkse provincie Kırıkkale.
| District   | Gemeente       |
| ---------- | -------------- |
| Bahşılı    | Bahşılı        |
| Bahşılı    | Karaahmetli    |
| Balışeyh   | Balışeyh       |
| Balışeyh   | Koçubaba       |
| Balışeyh   | Kulaksız       |
| Çelebi     | Çelebi         |
| Delice     | Büyükafşar     |
| Delice     | Büyükyağlı     |
| Delice     | Çerikli        |
| Delice     | Delice         |
| Karakeçili | Karakeçili     |
| Keskin     | Ceritmüminli   |
| Keskin     | Keskin         |
| Keskin     | Konur          |
| Keskin     | Köprü          |
| Kırıkkale  | Ahili          |
| Kırıkkale  | Aşağımahmutlar |
| Kırıkkale  | Çullu          |
| Kırıkkale  | Hacılar        |
| Kırıkkale  | Hasandede      |
| Kırıkkale  | Kırıkkale      |
| Sulakyurt  | Güzelyurt      |
| Sulakyurt  | Hamzalı        |
| Sulakyurt  | Sulakyurt      |
| Yahşihan   | Irmak          |
| Yahşihan   | Kılıçlar       |
| Yahşihan   | Yahşihan       |